# EPC1
EPC1‏ (Enhancer of polycomb homolog 1) هوَ بروتين يُشَفر بواسطة جين EPC1 في الإنسان.